# Chloe Esposito
Chloe Esposito, född den 19 september 1991 i Camden i New South Wales, är en australisk modern femkampare.
Hon tog OS-guld i modern femkamp i samband med de olympiska tävlingarna i modern femkamp 2016 i Rio de Janeiro..